# Fairfield Heights (New South Wales)
Fairfield Heights is een voorstad van Sydney in de Australische deelstaat New South Wales. Bij de telling van 2016 had Fairfield Heights 5273 inwoners.